# Saint-Didier-sous-Aubenas
Saint-Didier-sous-Aubenas è un comune francese di 810 abitanti situato nel dipartimento dell'Ardèche della regione dell'Alvernia-Rodano-Alpi.

## Società

### Evoluzione demografica
Abitanti censiti